# ساندویچ پنیر

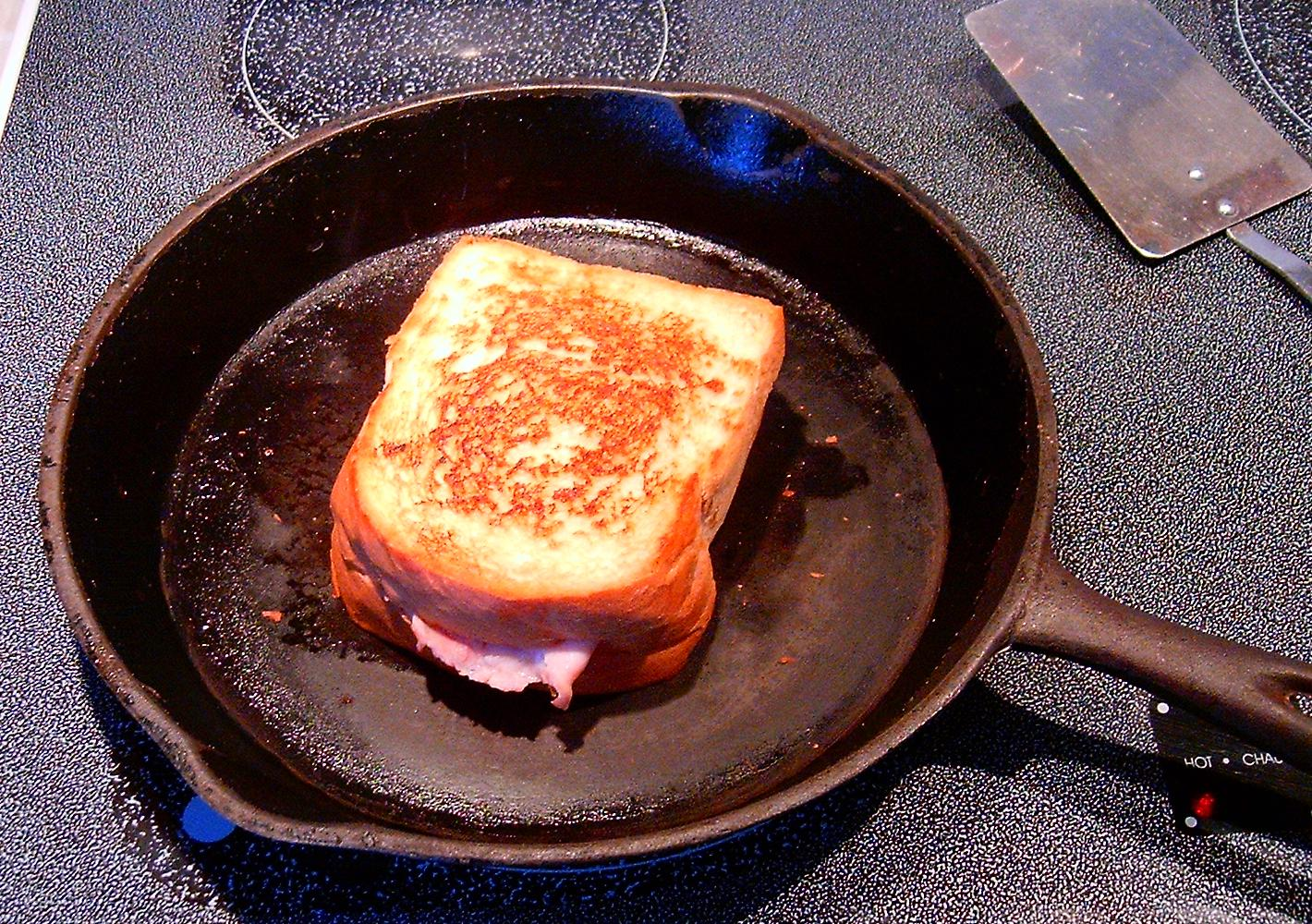
ساندویچ پنیر کبابی و ژامبون در حال پخت در ماهیتابه چدنی

ساندویچ پنیر یک ساندویچ پایه است که معمولاً با گذاشتن یک یا چند برش از هر نوع پنیر بر روی نان درست میشود. در این ساندویچ ممکن است علاوه بر پنیر، از پپرونی، کاهو، بیکن، گوجه فرنگی، خیار شور به همراه سس مایونز، ادویه و سس خردل استفاده شود.